# Juan Pablo Castro
Juan Pablo Castro Rodas (Cuenca, 1971) es un catedrático y escritor ecuatoriano, considerado como una de las voces más prominentes de la literatura ecuatoriana contemporánea. Entre los galardones literario que ha obtenido se cuentan el Premio Miguel Donoso Pareja, el Premio Joaquín Gallegos Lara (que obtuvo en dos ocasiones) y el Premio Aurelio Espinosa Pólit.

## Biografía
Nació en 1971 en Cuenca, provincia de Azuay, hijo de Eddy Castro, poeta y dramaturgo, y de Raquel Rodas Morales, intelectual feminista. Desde la infancia se relacionó con el arte y el teatro, dado que sus padres dirigieron el grupo El Tablado, una fundación cultural que realizó obras, proyecciones de cine y actividades artísticas. En 1982 su familia se trasladó a Quito. Estudió en el colegio Max Planck y luego ingresó a la universidad para cursar Ciencias de la Comunicación. Realizó estudios de cine en España y es doctor en Literatura Latinoamericana. Continuó su trayectoria concentrado en la escritura y la docencia.
Su primera obra literaria fue el poemario El camino del gris (1996), a la que le siguieron las novelas Ortiz (2000) y Estética de la gordura (2002). Estas primeras obras narrativas estuvieron enmarcadas en el género fantástico, en particular la segunda, que se desarrolla en una ciudad nocturna poblada de seres con obesidad y de travestis con características fantásticas.
Su novela Días de fuego obtuvo en 2013 una mención de honor en el Concurso Nacional de Literatura Ángel Felicísimo Rojas.
En 2014 publicó la novela Los años perdidos, que tiene como protagonista a un profesor universitario en Quito llamado Faustino Alcázar que medita sobre la monotonía de su vida y el tiempo perdido. La misma ganó el Premio Joaquín Gallegos Lara en la categoría novela, otorgado por el municipio de Quito.
En 2015 publicó el libro de cuentos Crueles cuentos para niños viejos, que obtuvo el primer lugar en el Concurso Nacional de Literatura Luis Félix López.
Su siguiente libro, la novela policíaca La curiosa muerte de María del Río, fue publicado en 2016 y obtuvo el Premio Joaquín Gallegos Lara en la categoría novela y el Premio de Novela Corta Miguel Donoso Pareja. En su decisión, el jurado destacó la intriga creada por Castro en la trama y la solidez del protagonista. La novela fue pensada originalmente como un cuento y narra la investigación de un detective llamado Veintimilla, quien indaga en el asesinato de un profesor transgénero.
En 2022, Castro ganó el Premio Aurelio Espinosa Pólit con su novela Mizuko: los niños del agua, en la que abordó el tema del aborto a través de las voces de varias mujeres que se dirigen a un interlocutor masculino.
Dos años después, publicó la novela policial La máscara de alacrán (2024) de la mano de la editorial de la Universidad del Azuay, en donde retomó al personaje de Veintimilla, aparecido originalmente en La curiosa muerte de María del Río, para investigar un nuevo crimen de extrañas características.

## Obras
Entre sus obras publicadas destacan:

### Novelas
- Ortiz (2000)[9]
- La estética de la gordura (2002)[9]
- La noche japonesa (2010)[3]
- Los años perdidos (2014)
- La curiosa muerte de María del Río (2016)[16]
- El jardín de los amores caníbales (2019)[17]
- Mizuko: los niños del agua (2023)
- La máscara de alacrán (2024)

### Cuentos
- Miss Frankenstein (2013)[18]
- Crueles cuentos para niños viejos (2015)

### Poesía
- El camino del gris (1996)[8]